# 索米諾湖 (諾夫哥羅德州)
57°57′55.45″N 32°57′2.17″E / 57.9654028°N 32.9506028°E
索米諾湖（俄语：Сомино），是俄羅斯的湖泊，位於該國西北部，由諾夫哥羅德州負責管轄，長1.71公里、寬1.38公里，面積1.3平方公里，集水區面積23.8平方公里，湖岸線長度8公里。